# Reboot (fictie)
Reboot (uitspraak: ['ribut], in het Nederlands een herstart) is een term die wordt gebruikt voor het verschijnsel dat in een mediafranchise of andere mediareeks (filmserie, stripserie, boekenreeks) weer van voor af aan wordt begonnen met het verhaal. De continuïteit van alle eerder verschenen delen in de reeks wordt grotendeels of zelfs geheel verworpen zodat weer opnieuw kan worden begonnen met nieuwe ideeën.
Reboots kunnen om verschillende redenen worden toegepast. Bijvoorbeeld om een nieuw publiek van fans aan te spreken die niet bekend zijn met de voorgeschiedenis van oudere media of voor wie de oudere media gedateerd overkomen, of wanneer de reeks een weg in is geslagen die de producers en schrijvers liever niet voort willen zetten.
Een voorbeeld van een reboot is de film Batman Begins. In plaats van verder in te spelen op de continuïteit van de film Batman uit 1989 en de drie vervolgen op deze film, begon de film het verhaal van Batman weer opnieuw te vertellen van voor af aan. In de stripwereld is de reeks Ultimate Marvel van Marvel Comics een voorbeeld van een reboot; hierin begon Marvel opnieuw met het vertellen van de verhalen van hun bekendste personages in een gemoderniseerde vorm.